# Піпер (рід)
Пі́пер (швед. Piper) — дворянський рід, що походить з міста Любек (Німеччина).
Його найстаріший славетний родоначальник Бернт Піпер (нар. у Любеку, помер 1635 року) торговець у Виборзі (Фінляндія). Його найстарший син, обербургомістр Нієншанца на Неві, Генрік Піпер (помер 1673 року) став прабатьком найстарішої гілки роду, що обірвалася 1824 року і батьком управителя Нієншанца, майора кавалерії Бернта Піпера (помер 1710 року) та в. о. губернатора Інгерманляндії Генріка Піпера (нар. у 40-х рр. XVII ст., помер 1704 року), який 1678 року був прийнятий у дворянство зі збереженням прізвища. Управитель (licentförvaltare) Бернт Піпер став дідом братів придворного інтенданта Габріеля Магнуса Піпера (нар. 1721 — пом. 1777) та президента, генерал-майора Петера Бернарда Піпера (Піпер 3-й), яким 1776 року було надано дворянство. Син Габріеля Магнуса Піпера був архітектором Фредріком Магнусом Піпером (Піпер 4-й). Сином в. о. губернатора в Інгерманляндії Генріка Піпера був правитель області Йостерботтен генерал-майор Густав Абрагам Піпер (нар. 1692 — пом. 1761). Він став батьком судового виконавця при королеві-вдові Ловісі Ульріці губернатора Дроттнінггольма та Свартсьо Стена Абрагама Піпера (нар. 1738 — пом. 1813), який 1801 року вибився у клас лицарів та став батьком майора Вестманландського полку Густава Карла Піпера (нар. 1782 — пом. 1820).
Інший син найстарішого родоначальника Бернта Піпера камергером у Воєнній колегії, окружним суддею в округах Йовер-щюрбу і Иттер-щюрбу (Вестманланд) Карл Піпер (нар. 1620 — пом. 1650). Його син, королівський радник Карл Піпер (Піпер 1-й), прийнятий у дворянство в 1679 році та наділений титулом барона і графа; він став батьком президента графа Карла Фредріка Піпера (Піпер 2-й). Його найстарший син, обер-камергер граф Карл Густав Піпер (нар. 1737 — пом. 1803) мав синів камер-юнкера полковника графа Карла Клауса Піпера (нар. 1770 — пом. 1850), батька придворного шталмейстера графа Фріца Піпера (Піпер 6-й) та обер-камергера графа Еріка Піпера (нар. 1773 — пом. 1833). Від онуків останнього, братів начальника правління кінного заводу, королівського шталмейстера графа Еріка Карла Альфреда Піпера (нар. 1834 — пом. 1910) та поміщика графа Еріка Клауса Густава Піпера (нар. 1839 — пом. 1894) походять нинішні поріднені головні гілки графського дому Піпера. Наймолодший син Піпера 2-го камергер граф Адольф Людвіг Піпер (нар. 1750 — пом. 1795), був одружений із придворною дамою графинею Софією Піпер, уродженою фон Ферзен (Піпер 5-й). Її онуками були кузини-камергери граф Карл Еміль Піпер (Піпер 7-й), батько графині Емілії Піпер (Піпер 8-й), та граф Карл Едвард Вільгельм Піпер (нар. 1820 — пом. 1891), посланець у Римі з 1865 року, у Відні з 1872 року та в Лондоні у 1877—90 роках.
Третій син найстарішого родоначальника Бернта Піпера, начальник митниці у Виборзі та уповноважений з обліку в області Виборг Петер Піпер (помер 1679 року), став батьком майора полку полковника Врангеля Петера Піпера (нар. 1642 — пом. 1690), якого прийняли в дворяни 1684 року, і сам завершив свою династію.